# پاولو کسیونتس
پاولو کسیونتس (اوکراینی: Павло Сергійович Ксьонз؛ زادهٔ ۲ ژانویهٔ ۱۹۸۷) بازیکن فوتبال اهل اتحاد جماهیر شوروی سوسیالیستی است.
از باشگاه‌هایی که در آن بازی کرده‌است می‌توان به باشگاه فوتبال دنیپرو، باشگاه فوتبال ماریوپول، باشگاه فوتبال متالیست خارکوف، باشگاه فوتبال دینامو کی‌یف، باشگاه فوتبال اوورلا اوژهورود، و باشگاه فوتبال کارپاتی لویو اشاره کرد.
وی همچنین در تیم‌های ملی فوتبال Ukraine national under-16 football team, Ukraine national under-18 football team, Ukraine national under-19 football team، و اوکراین بازی کرده‌است.